# アドリアン・ヴァシェット

不思議のメダイ のデザインはアドリアン・ヴァシェットが行った。

アドリアン・ヴァシェット(英: Adrien Vachette、1753年1月9日 – 1839年9月23日)は、華やかな金の箱のと亀の殻のような珍しい天然素材の使用を得意とした19世紀フランスの著名な金細工職人のこと。「不思議のメダイ」を制作したことで知られる。

## 生涯
アドリアン・ヴァシェットはフランス北部で生まれ、1779年7月21日に修士号を取得するために彼を後援したピエール・フランソワ・ドライスに弟子入りしたと推測されている。1816年、アドリアン・ヴァシェットはルイ18世の宮廷の公式宝石商になった。

## 業績
アドリアン・ヴァシェットは多作デなザイナーであり、彼の世代で最も有名な名工の一人であった。亀の甲羅のような珍しい天然素材を用いることは、ヴァシェットの作品の特徴であった。
アドリアン・ヴァシェットは、聖カトリーヌ・ラブレの聖母マリアのビジョンをもとに、「不思議のメダイ」、または「無原罪の御宿りのメダイ」と呼ばれるメダイのデザインを作成した。ヴァシェットは1832年から1836年の間に200万個以上のメダルを生産および販売した。

## コレクション
- パリのルーブル美術館：ヴァシェットが署名した31個の箱（王政時代から16個、革命後から15個）。
- ロンドンのヴィクトリア&アルバート博物館：ジャック・ジョセフ・ド・ゴールトが描いた1箱
- ロスチャイルド財団のワデスドンマナー：4箱
- メトロポリタン美術館：聖母子のカメオと嗅ぎタバコ
- 世界の七宝焼きコレクション：1つのフライボックス[5][6]

## Gallery

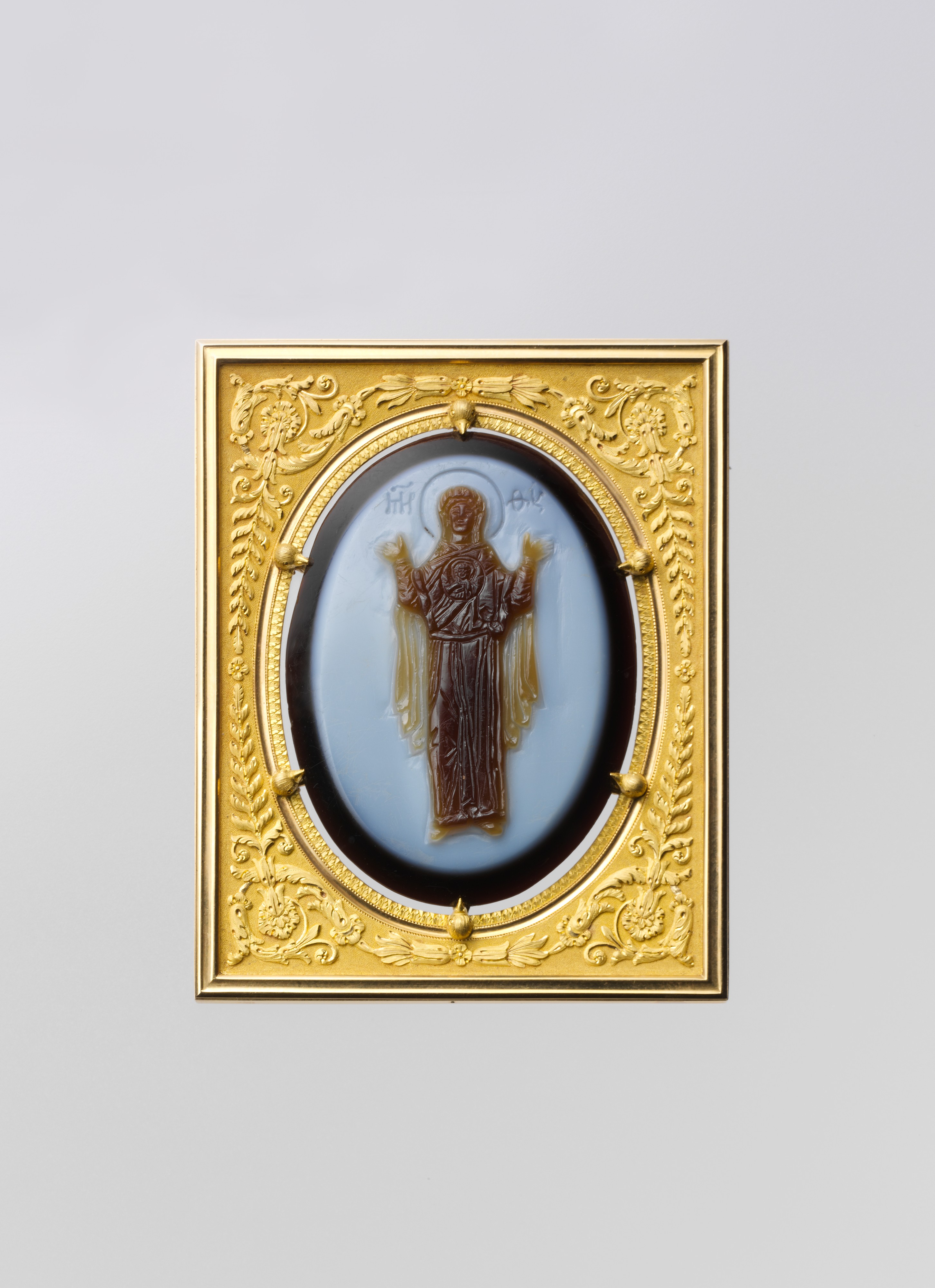
聖母子のカメオ。
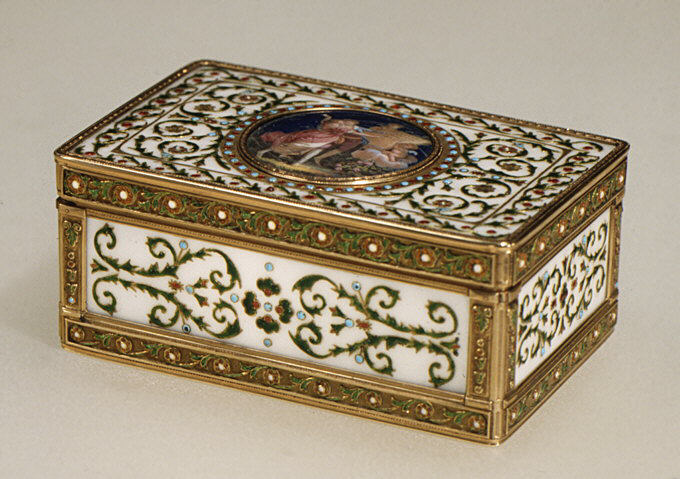
フランス、パリ; 嗅ぎたばこ入れ。金とプラチナで宝飾がされている。
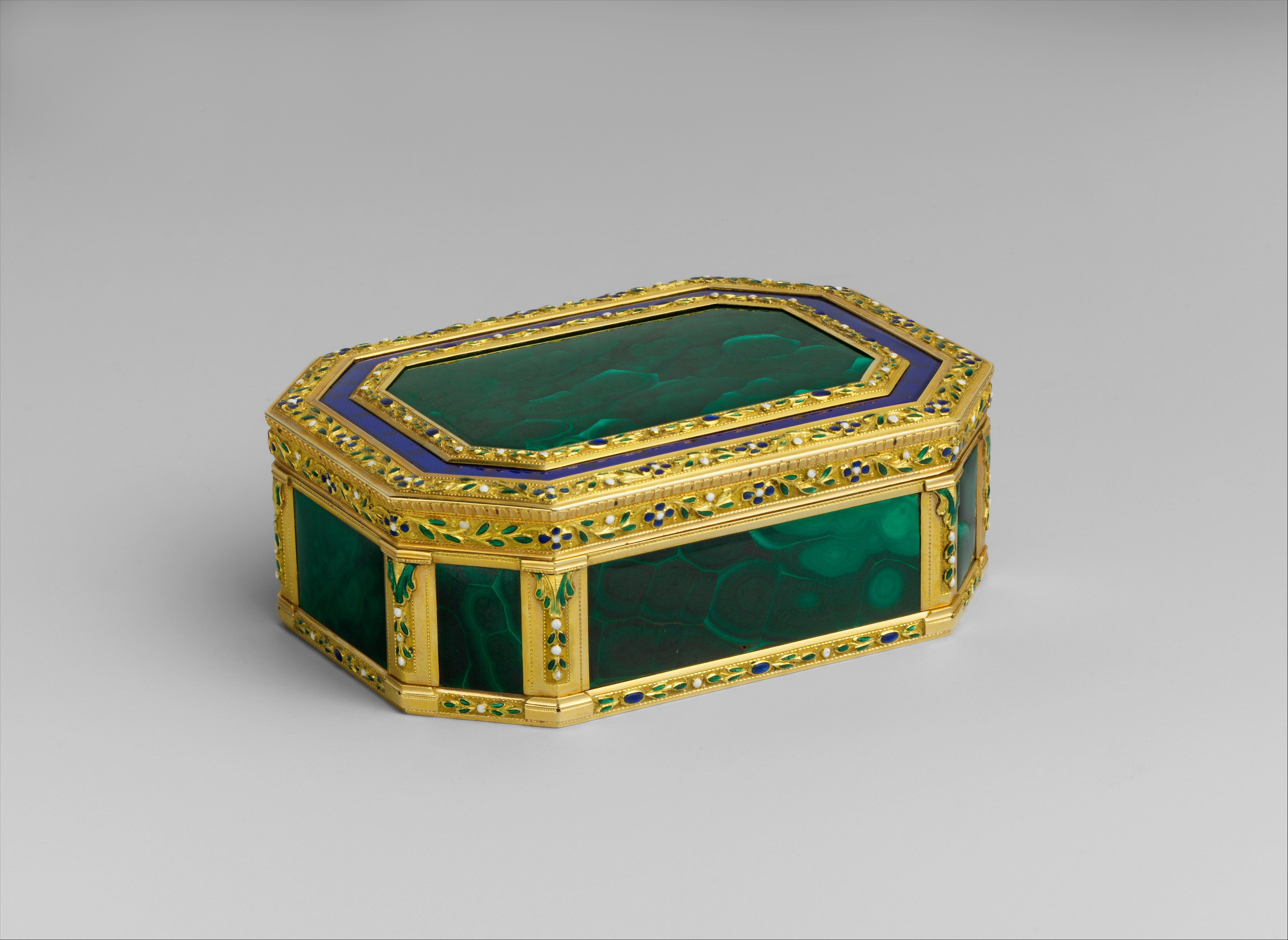
嗅ぎたばこ入れ。金とプラチナで宝飾がされている。メトロポリタン美術館所蔵。
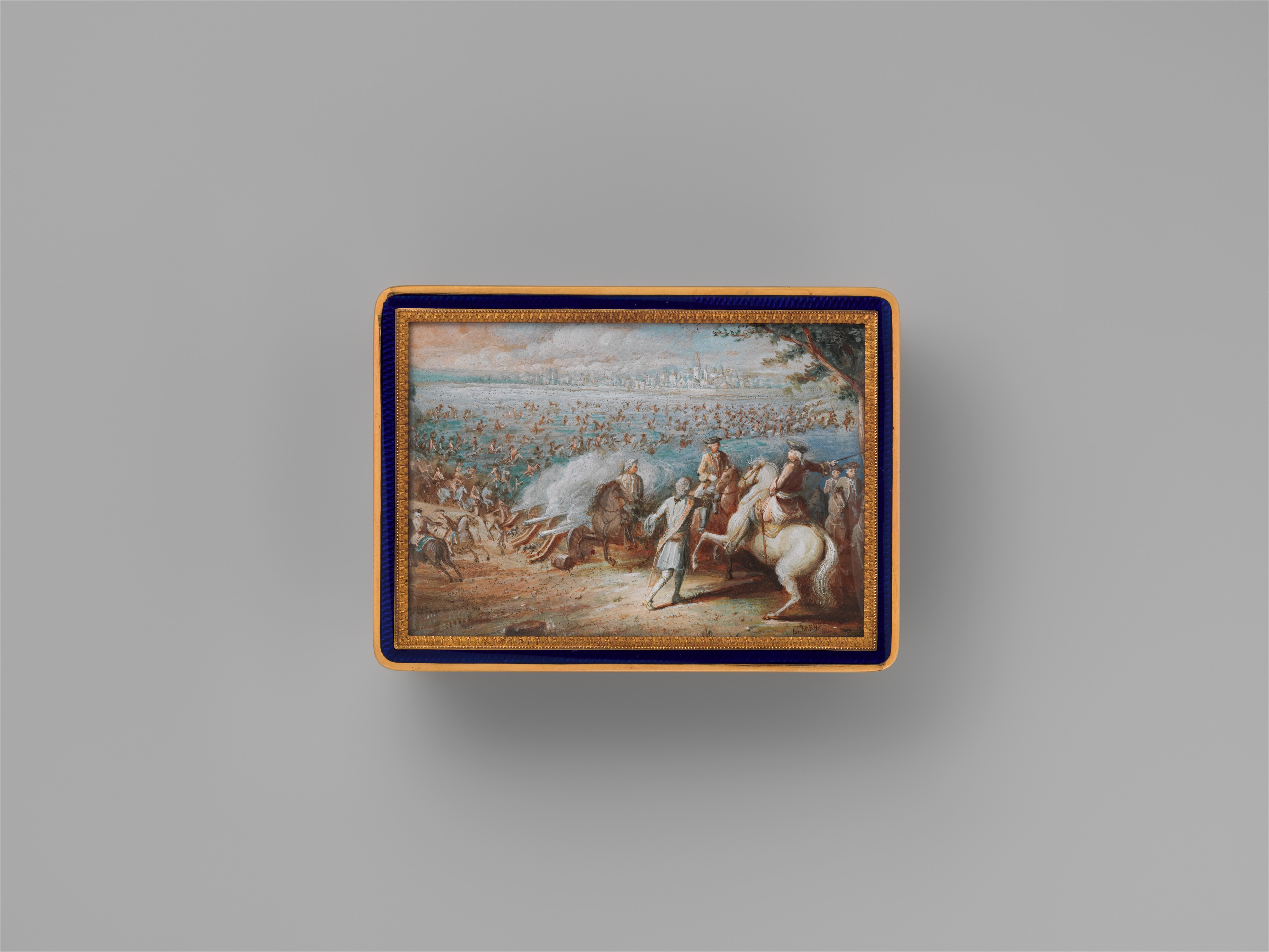
嗅ぎたばこいれ。1672年にライン川を渡ったルイ14世が描かれている。
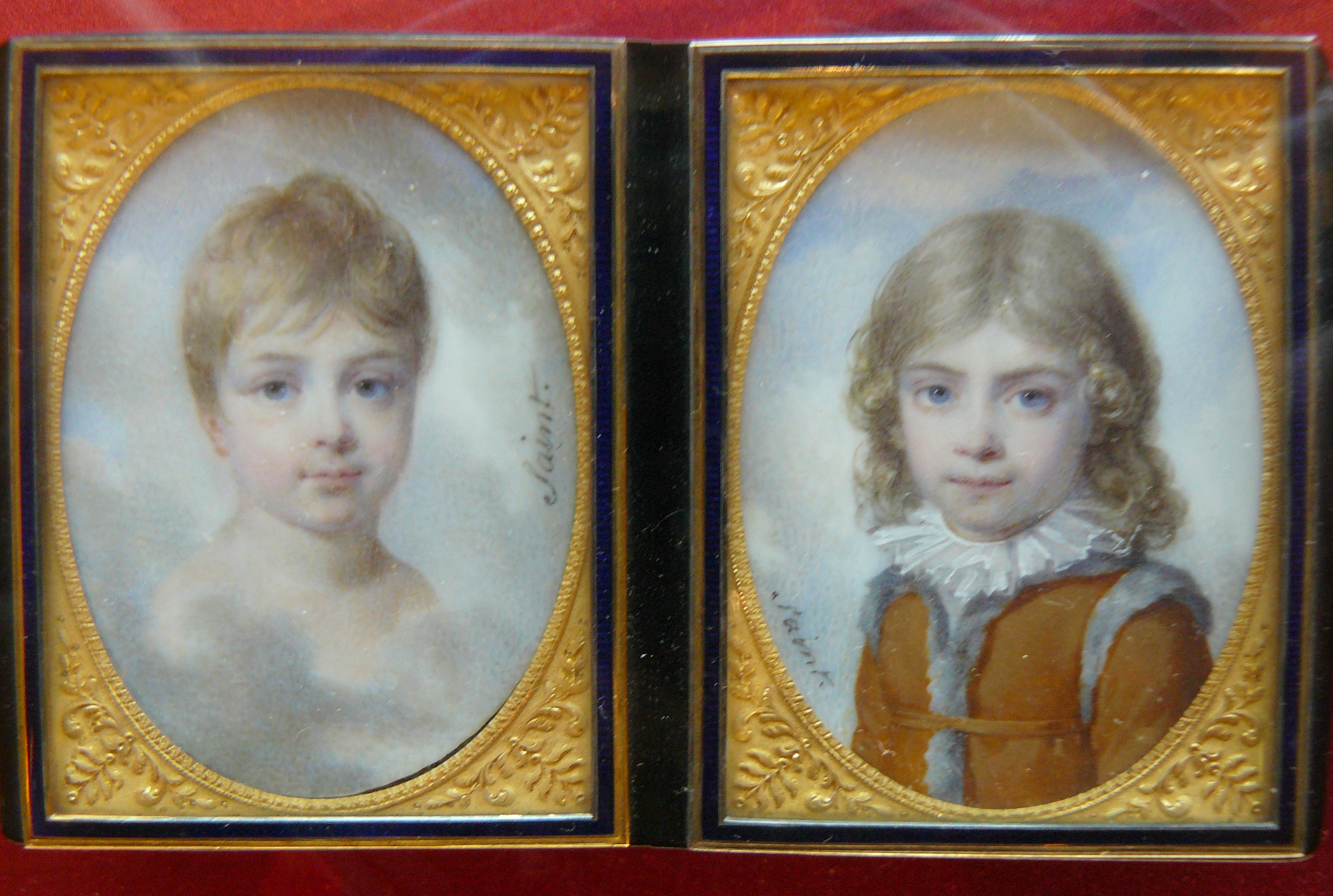
ルーヴル美術館所蔵。
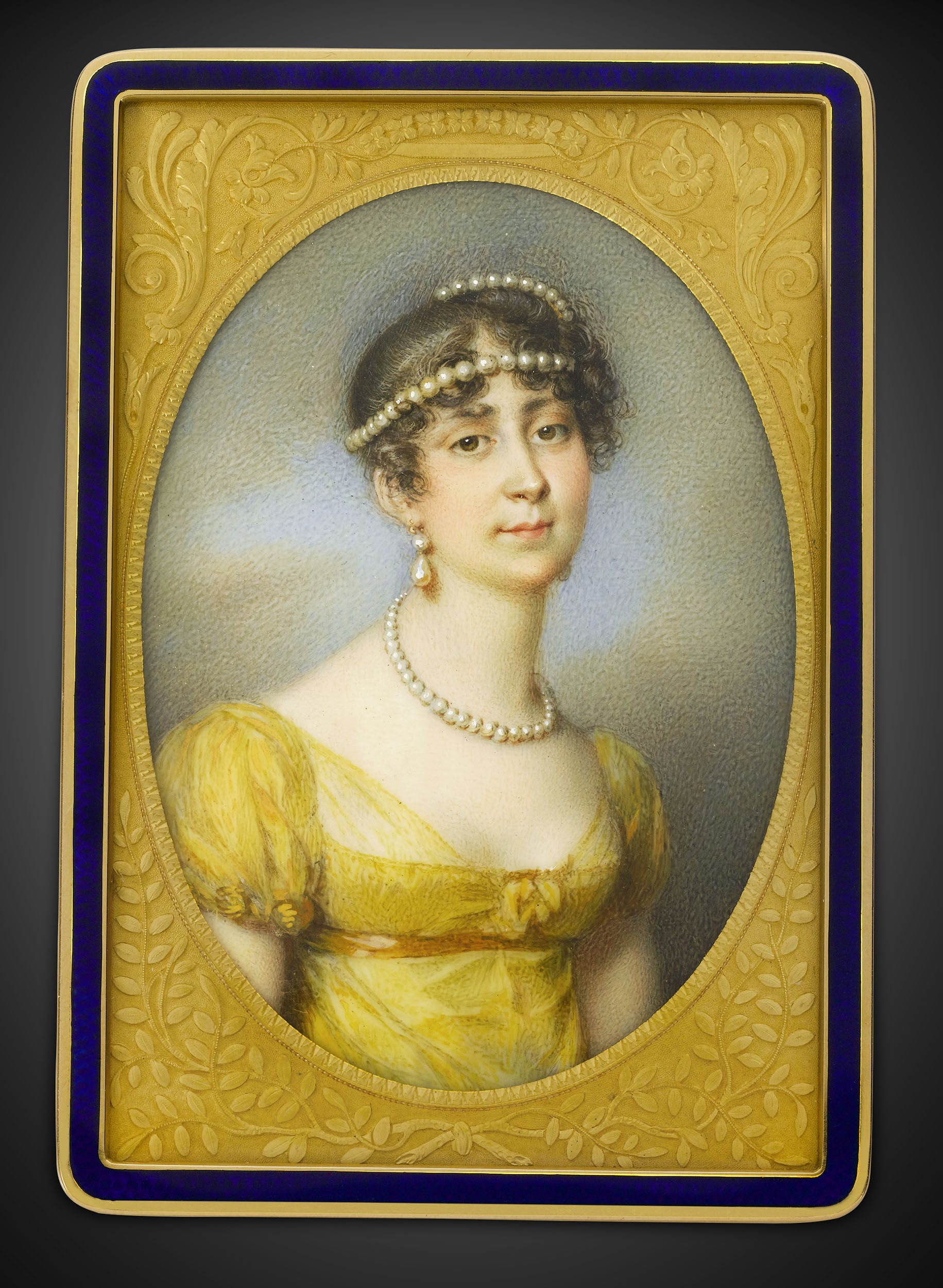
18Kの素材で作られた嗅ぎたばこ入れ。皇后ジョゼフィーヌの肖像。1810年頃の作品。
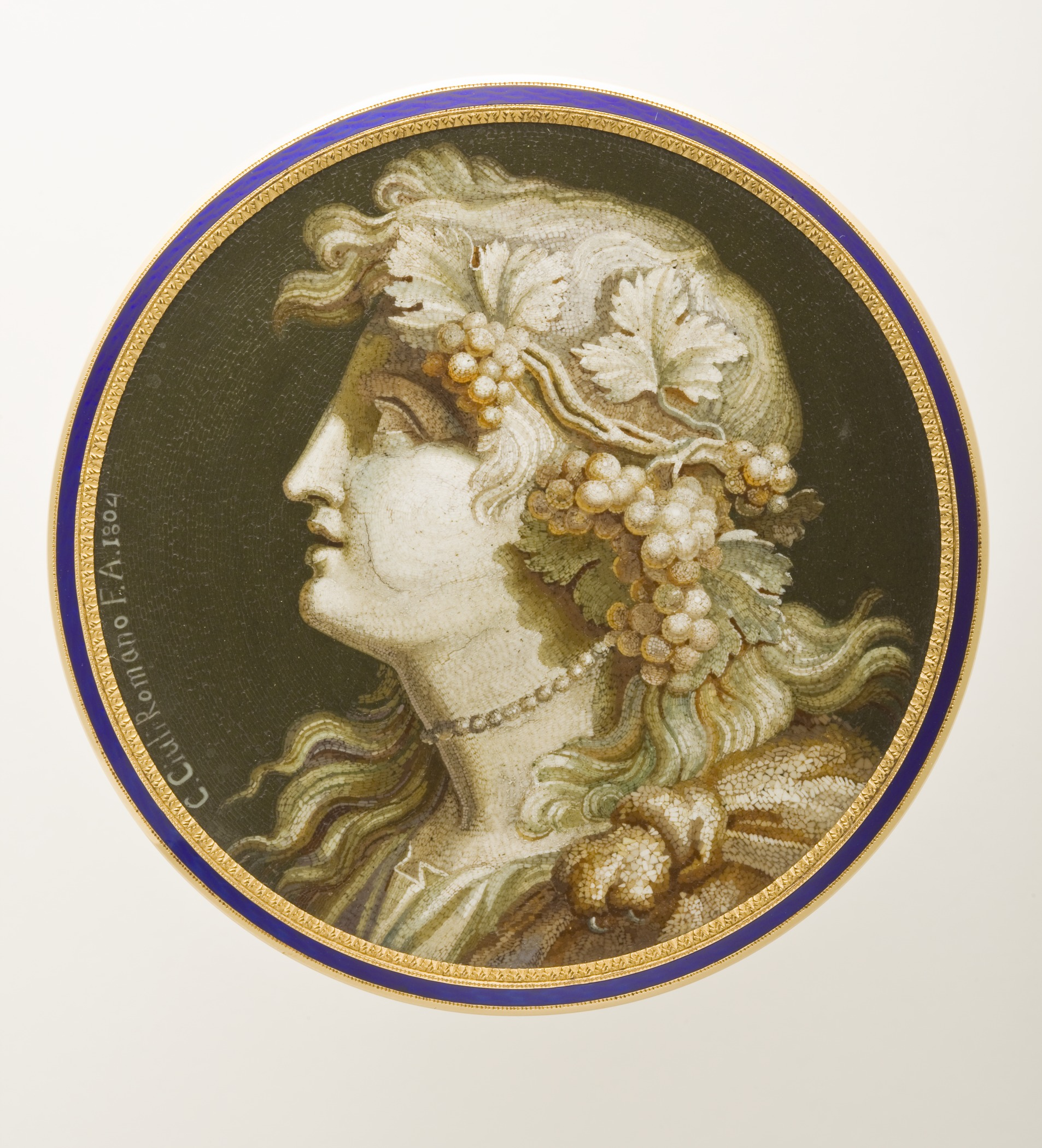
マイクロモザイクの技法を用いた作品。.

## References
1. ↑  “Tabatière ovale en or montée à cage ornée de miniatures du port de Brest et de paysages maritimes” (フランス語). Galeriekrugel.com. 2018年12月26日閲覧。
2. ↑   International art market and Art & auctions, Volumes 11-14. Interart Publishers. (1971)
3. ↑  “Snuffbox”. 2012年2月27日閲覧。
4. ↑  Mack, John (2003). The museum of the mind: art and memory in world cultures. British Museum
5. ↑  “Boîte à Mouches” (英語). Khalili Collections. 2020年10月22日時点のオリジナルよりアーカイブ。2020年12月4日閲覧。
6. ↑  Williams, Haydn, ed (2009). Enamels of the world, 1700-2000 : the Khalili collections. Khalili Family Trust. p. 238. ISBN 978-1-874780-17-5